# François Pillon
Pour les articles homonymes, voir Pillon (homonymie).
François Thomas Pillon, né à Fontaines (Yonne) le 7 mars 1830 et mort à Paris 14 le 19 décembre 1914, est un philosophe français.

## Biographie
François Pillon est l'élève de Pierre Larousse à l'école primaire de Toucy et devient son ami, collaborant au Nouveau Dictionnaire de la langue française.
Il est proche de l'école néocritique, qui s'inspire du criticisme de Kant. Cette approche, apparue en Allemagne vers 1860 se développe jusqu'en 1920 environ et est étroitement associée aux travaux de Charles Renouvier, avec lequel Pillon a collaboré dans l'édition de la Critique philosophique et Critique religieuse. 
Il fonde la revue L'Année philosophique, qu'il édite de 1890 à 1913, avec l'aide de Victor Brochard et d'Octave Hamelin.
François Pillon est le dédicataire de l'ouvrage de William James, Principes de la Psychologie.

## Distinctions
Il reçoit le prix Gegner de l'Académie des sciences morales et politiques en 1912,

## Publications
- La Philosophie de Charles Secrétan (1898)
- (avec Charles Renouvier) traduction du livre de David Hume, Traité sur la Nature Humaine